# Kabinett Bárdossy
Das Kabinett Bárdossy war die Regierung des Königreichs Ungarn von 1941 bis 1942. Es wurde am 3. April 1941 vom ungarischen Ministerpräsidenten László Bárdossy gebildet und bestand bis 9. März 1942.

## Minister
Parteien:
_ Magyar Élet Pártja (Partei des Ungarischen Lebens)
_ Erdélyi Párt (Siebenbürgische Partei)
_ parteilos
| Amt                                                       | Amtsträger | Amtsträger                         | Beginn Amtszeit    | Ende Amtszeit      |
| --------------------------------------------------------- | ---------- | ---------------------------------- | ------------------ | ------------------ |
| Ministerpräsident, Außenminister                          |            | László Bárdossy                    | 3. April 1941      | 7. März 1942       |
| Ministerpräsident, Außenminister                          |            | Ferenc Keresztes-Fischer (interim) | 7. März 1942       | 9. März 1942       |
| Innenminister                                             |            | Ferenc Keresztes-Fischer           | 3. April 1941      | 9. März 1942       |
| Verteidigungsminister                                     |            | Károly Bartha                      | 3. April 1941      | 9. März 1942       |
| Finanzminister, Wirtschaftsminister                       |            | Lajos Reményi-Schneller            | 3. April 1941      | 9. März 1942       |
| Justizminister                                            |            | László Radocsay                    | 3. April 1941      | 9. März 1942       |
| Ackerbauminister                                          |            | Dániel Bánffy                      | 3. April 1941      | 9. März 1942       |
| Minister für Kultus und Unterricht                        |            | Bálint Hóman                       | 3. April 1941      | 9. März 1942       |
| Minister für Handel und Verkehr, Minister für Industrie   |            | József Varga                       | 3. April 1941      | 9. März 1942       |
| Minister ohne Geschäftsbereich für öffentliche Versorgung |            | Dezső Laky                         | 3. April 1941      | 15. September 1941 |
| Minister ohne Geschäftsbereich für öffentliche Versorgung |            | Sándor Győrffy-Bengyel             | 16. September 1941 | 9. März 1942       |